# Retrogaming

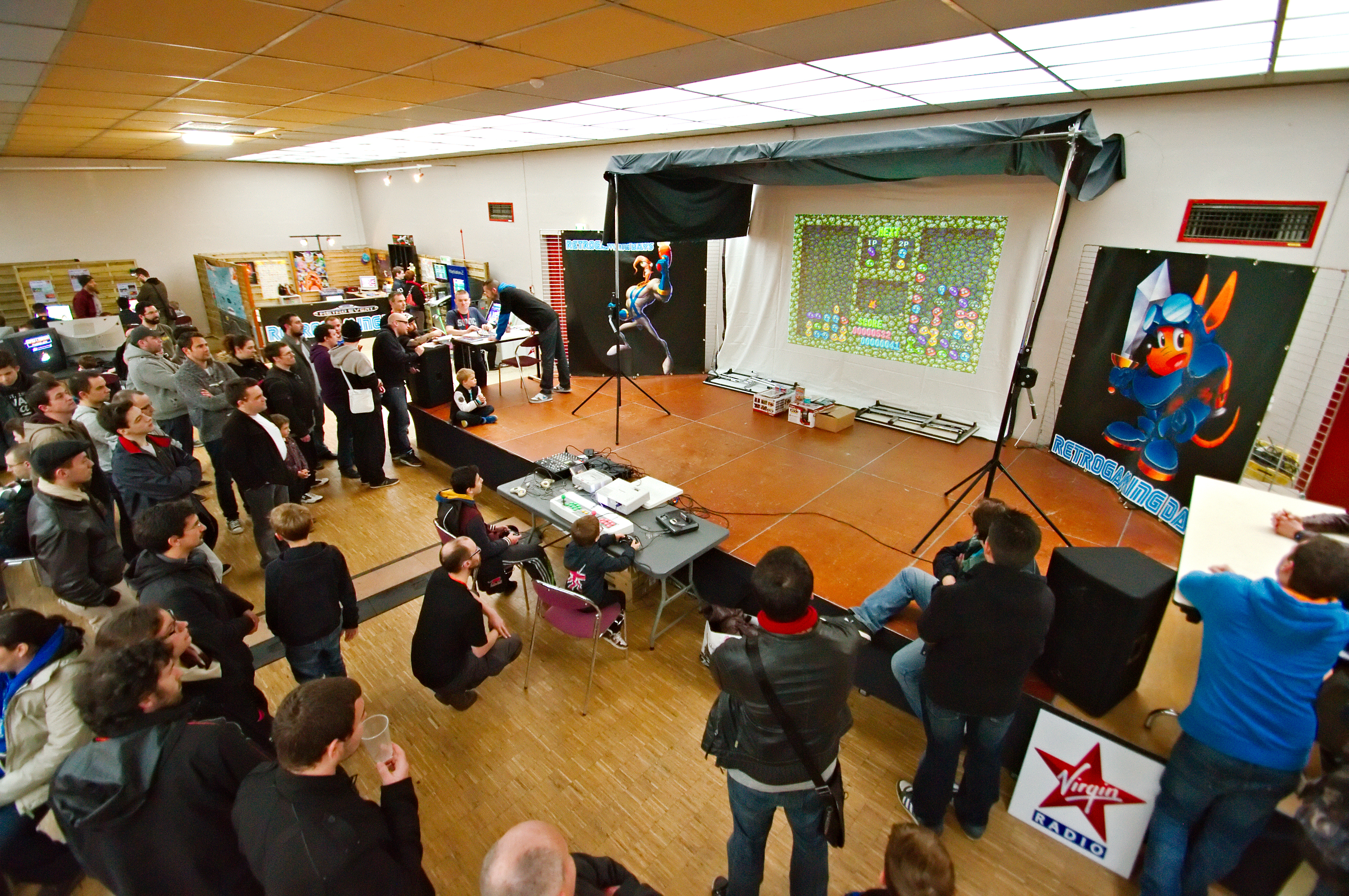
Partita a Puyo Puyo su Mega Drive al raduno francese Retrogaming Days

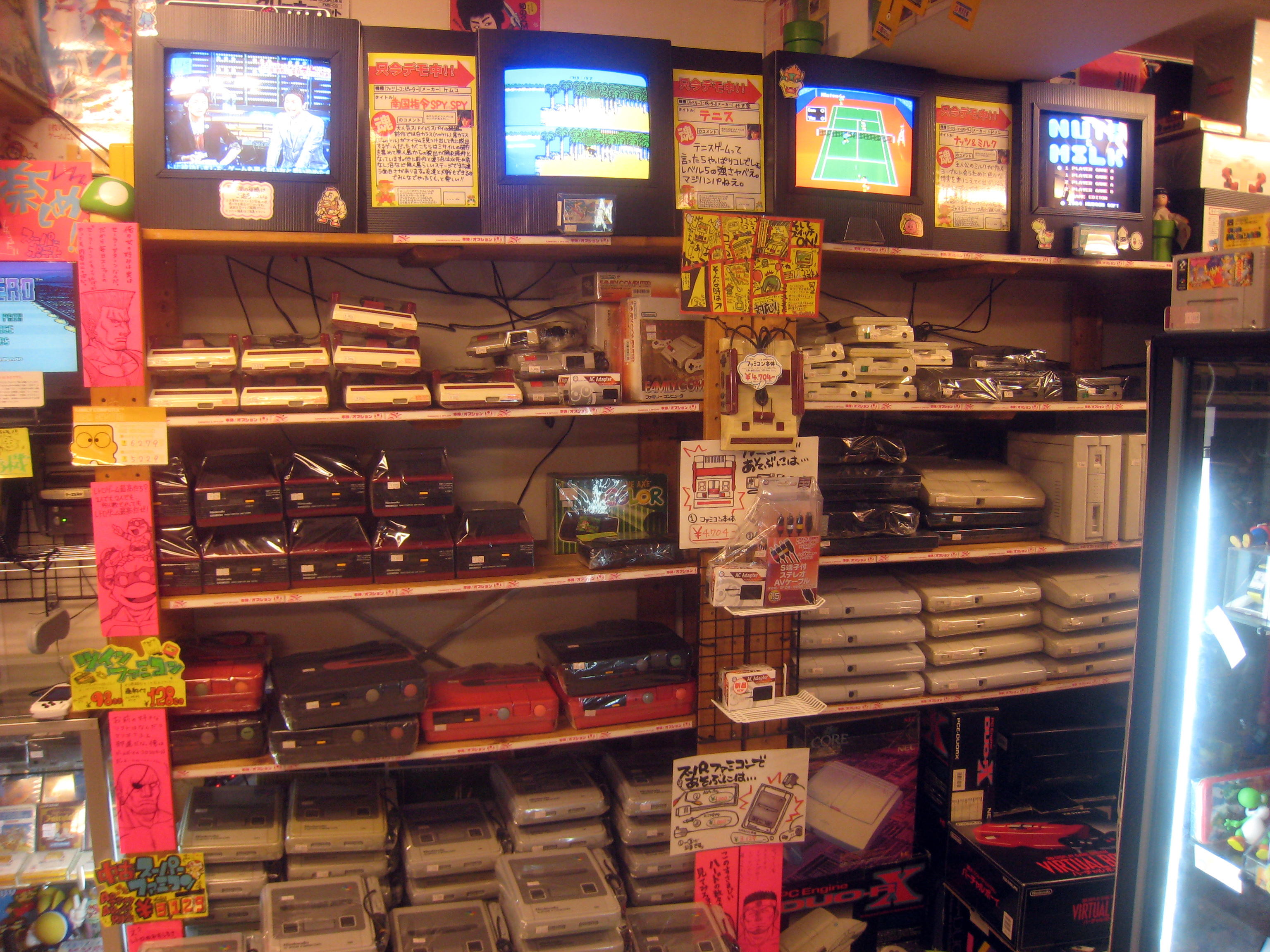
Espositore di un negozio dedicato al retrogaming ad Akihabara

Il termine retrogaming è un neologismo inglese che indica la passione per i videogiochi del passato.

## Descrizione
Non esiste una definizione tecnica globalmente accettata per indicare quanto tempo deve passare per poter definire un videogioco o una console "retrogame", ma generalmente tutto quello che appartiene a due o più generazioni tecnologiche passate rispetto a quella attuale può essere considerato retrogaming.
I retrogamer (in italiano: "retrogiocatori") più puristi utilizzano videogiochi di una precedente generazione grazie all'utilizzo delle console originali ed eventualmente anche dei televisori CRT, che sono anche gli unici compatibili con le pistole ottiche classiche, ma spesso si ricorre agli emulatori per riprodurre i giochi d'epoca sui sistemi moderni.
Nella maggior parte dei casi i titoli storici in copia fisica non sono più rintracciabili sul mercato, se non in quello dell'usato e dei collezionisti, mentre le copie su file per gli emulatori sono reperibili su Internet come abandonware. Molti giochi storici vengono anche ricommercializzati ufficialmente, sempre tramite emulazione, come avveniva ad esempio su Virtual Console, oppure tramite adattamenti del software per poterli eseguire su sistemi moderni, come avviene ad esempio per molti titoli storici riproposti su GOG.com o Steam.
Esistono anche siti web che raccolgono veri e propri remake dei titoli del passato, permettendo agli utenti di riportare in vita vecchie glorie del passato tramite il proprio browser.
Nel corso degli anni, si è andata a creare anche una sottocultura del retrogaming dedicata alla musica dei videogiochi del passato.
Negli anni 2010 è nato un mercato parallelo di console per il retrogaming, che ha visto anche l'entrata di produttori ufficiali come Nintendo. Questo mercato vede la coesistenza di retroconsole ufficiali, generalmente riproduzioni in miniatura di vecchi sistemi (ad esempio PlayStation Classic), e di console provenienti dalla Cina, di forme anche molto diverse tra loro ma basate su processori ARM o MIPS e sistema OpenDingux, su cui girano emulatori fino alla generazione a 32 bit.
Non manca però chi vuole sfruttare questo settore per mettere su delle vere e proprie truffe, com'è accaduto con il caso di Enrico Ricciardi, che nel 2015 ha iniziato a mettere in vendita pezzi rarissimi che sono però risultati falsi: prima però, ha raggiunto l'ingente cifra di 107.300 dollari con i suoi traffici.

## Utilizzo di emulatori
Gli emulatori permettono di utilizzare i vecchi giochi anche su piattaforme diverse da quelle su cui erano stati inizialmente sviluppati a patto di possedere una ROM leggibile del gioco originale e spesso una copia del BIOS originale della console. Uno degli emulatori più celebri in ambito retrogaming è MAME, nato per riprodurre fedelmente i videogiochi arcade.